# Арена Фонте-Нова
«Комплексо Еспортіву Културал Профессор Октавіу Мангабейра» (порт. Complexo Esportivo Cultural Professor Octávio Mangabeira), більш відомий як «Ітаїпава Арена Фонте-Нова» (порт. Itaipava Arena Fonte Nova) — футбольний стадіон у Салвадорі, штат Баїя, Бразилія. Відкритий 7 квітня 2013 року. Тут проходили матчі Чемпіонату світу з футболу 2014.